# La Flachère
La Flachère ist eine französische Gemeinde mit 456 Einwohnern (Stand: 1. Januar 2022) im Département Isère in der Region Auvergne-Rhône-Alpes; sie gehört zum Arrondissement Grenoble und zum Kanton Haut-Grésivaudan. Die Einwohner heißen Flachèrois.

## Geografie
Die Gemeinde La Flachère liegt in der Landschaft Grésivaudan auf einem Plateau zwischen dem Chartreuse-Massiv im Westen und dem Isère-Tal im Osten, etwa 28 Kilometer nordöstlich von Grenoble. Umgeben wird La Flachère von den Nachbargemeinden Barraux im Norden, La Buissière im Nordosten und Osten, Sainte-Marie-d’Alloix im Südosten, Saint-Vincent-de-Mercuze im Süden sowie Sainte-Marie-du-Mont im Westen.

## Bevölkerungsentwicklung
| Jahr                       | 1962 | 1968 | 1975 | 1982 | 1990 | 1999 | 2010 | 2021 |
| -------------------------- | ---- | ---- | ---- | ---- | ---- | ---- | ---- | ---- |
| Einwohner                  | 172  | 181  | 161  | 222  | 302  | 387  | 446  | 456  |
| Quellen: Cassini und INSEE |      |      |      |      |      |      |      |      |

## Sehenswürdigkeiten

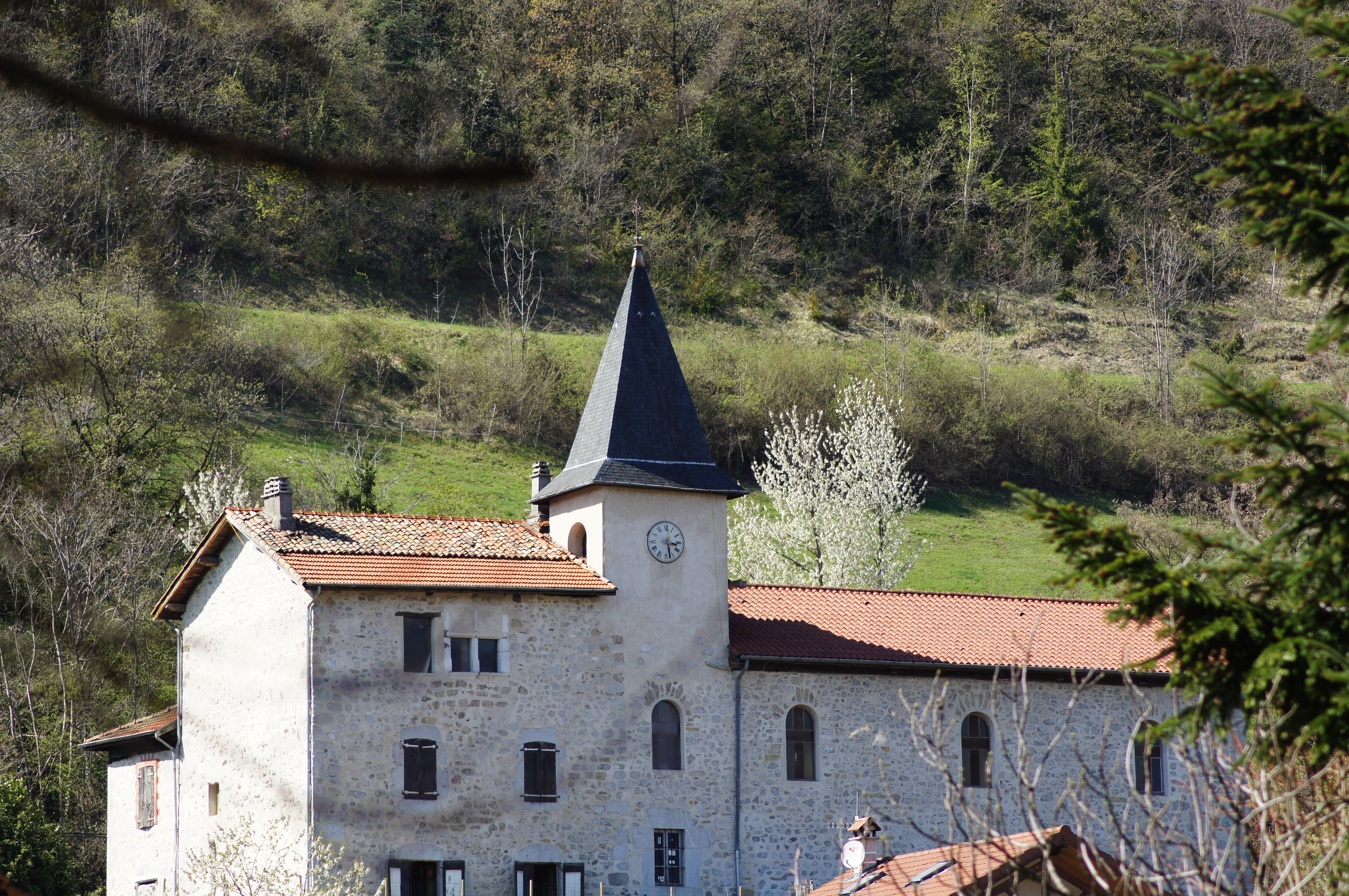
Kirche Saint-Philibert
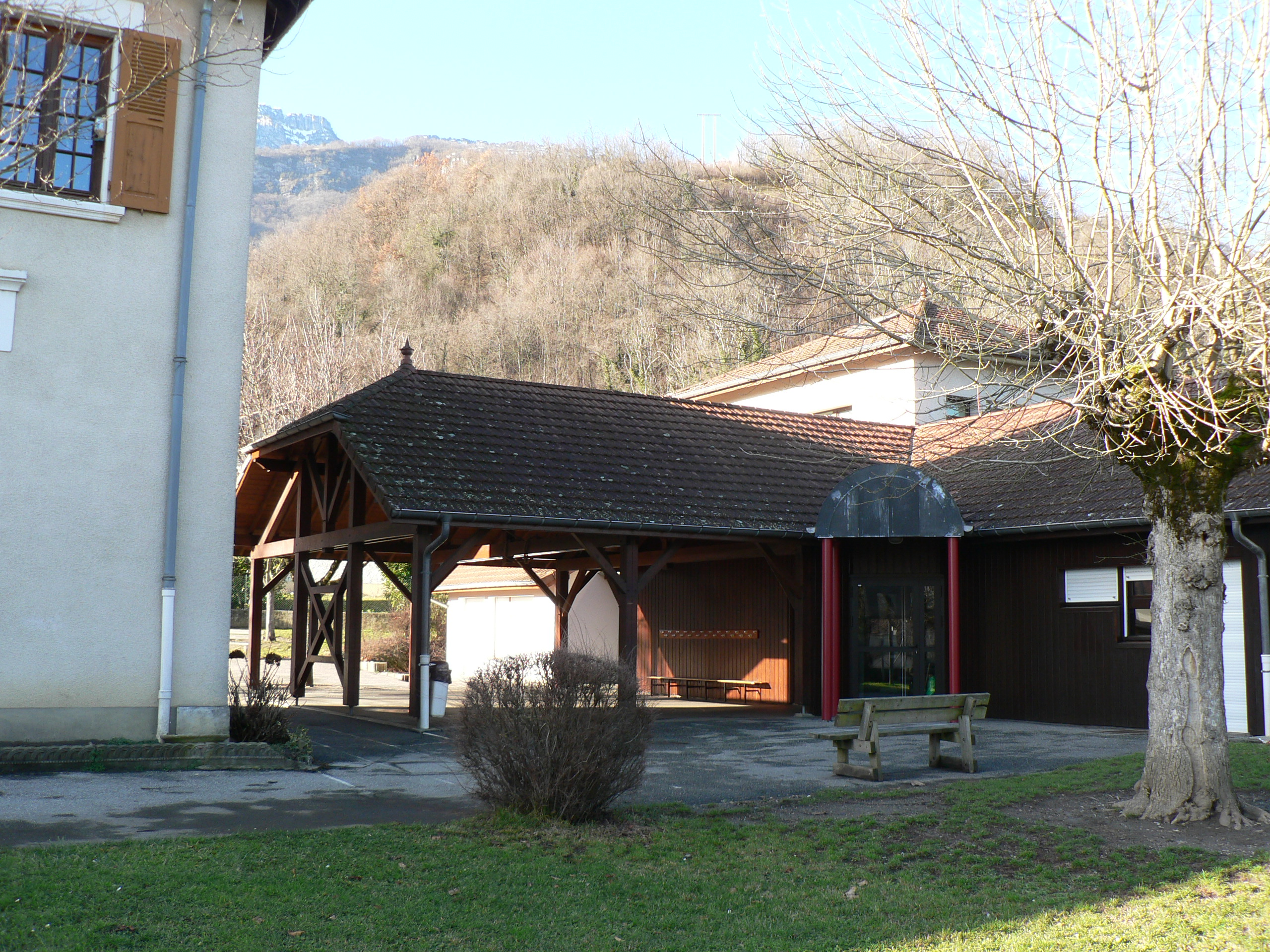
Interkommunale Grundschule
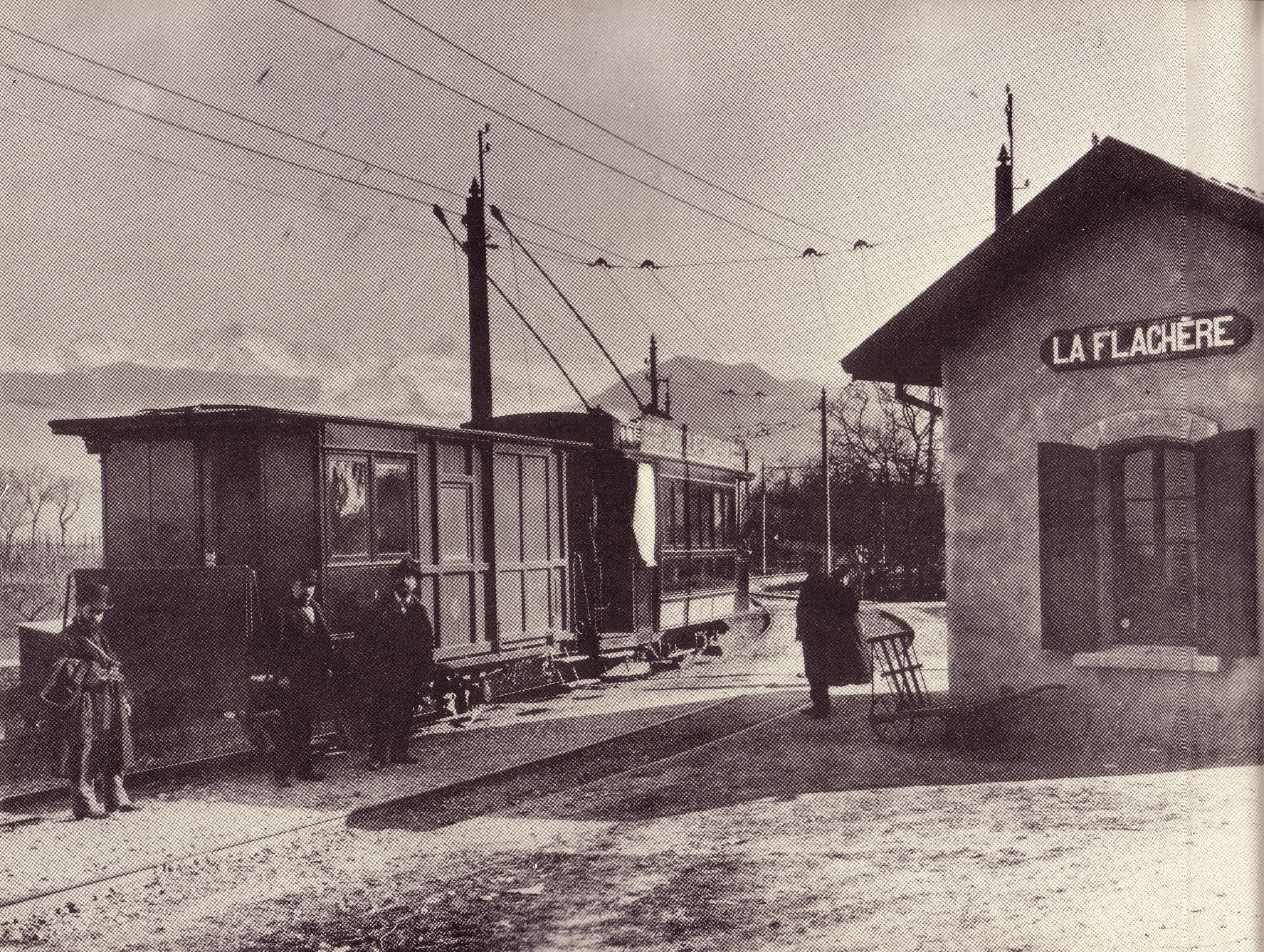
Bahnhof um 1900

- Kirche Saint-Philibert
- Interkommunale Grundschule
- Bahnhof um 1900